# 瓜生原葉子
瓜生原 葉子（うりゅうはら ようこ、1965年〈昭和40年〉 - ）は、日本の経営学者、実業家。学位は博士（経営学）（神戸大学・2011年）。同志社大学商学部教授・ソーシャルマーケティング研究センターセンター長、日本学術会議連携会員、公益社団法人日本臓器移植ネットワーク理事。元欧州経営学会理事・日本代表。
ノバルティスファーマ株式会社、日本イーライリリー株式会社での勤務を経て、メディカル・バリュー・クリエーション代表、京都大学大学院薬学研究科博士研究員、京都大学大学院医学研究科助教、同志社大学商学部准教授などを歴任した。

## 概要
広島県出身の経営学者である。サンド薬品、ノバルティスファーマや日本イーライリリーを経て、経営学者となる。日本NPO学会より優秀賞を授与されるなど、専門領域に関する学術賞を受賞している。同志社大学では商学部の教授に就任するとともに、ソーシャルマーケティング研究センターのセンター長も兼務している。日本学術会議連携会員にも選任されている。EURAM（欧州経営学会）理事、初代日本代表に選出されている。また、日本臓器移植ネットワークの理事も務めている。

## 来歴

### 生い立ち
広島県生まれ。1984年（昭和59年）、広島大学附属高等学校卒業。1989年（平成元年）、静岡薬科大学薬学部卒業。

### 実業家として
1989年（平成元年）、サンド薬品（のちのノバルティスファーマ）入社。2007年（平成19年）、日本イーライリリー入社。臨床開発、戦略企画、マーケティング、広報、医療政策などに従事。2009年（平成21年）、メディカル・バリュー・クリエーション代表。
Novartisスイス本社在職中、欧州における移植医療の社会基盤を研究し「プロ意識を促す組織変革」の重要性を認識したのを機に経営学を志す。
2008年（平成20年）、神戸大学大学院経営学研究科現代経営学専攻専門職学位課程修了、経営学修士（専門職）。同年、神戸大学MBA論文賞、凌霜賞受賞。2010年（平成22年）、凌霜賞受賞。2011年（平成23年）、神戸大学大学院経営学研究科現代経営学専攻博士後期課程修了、博士（経営学）。主査は上林憲雄。

### 研究者として
「キャリアの後半は、自分だからこそできる社会貢献に没頭し、より良い社会をつくたい」との思いを強くし、経営学、行動科学の研究者として、「social goodな行動を増やすことでwell-beingな社会に寄与する」ことに挑んでいる。
2012年（平成24年）、京都大学大学院薬学研究科博士研究員。2013年（平成25年）、大阪大学大学院医学系研究科外科系臨床医学専攻博士課程中退、京都大学大学院医学研究科助教。
2014年（平成26年）、同志社大学商学部准教授、大阪大学大学院医学系研究科特任研究員。2015年（平成27年）、日本医療研究開発機構課題評価委員。同年、臨床腎移植学会メディカルスタッフ研究優秀賞受賞。2017年（平成29年）、日本臓器移植ネットワーク理事、日本学術会議連携会員。2018年（平成30年）、吉田秀雄賞受賞。2021年（令和3年）、同志社大学ソーシャルマーケティング研究センター長。2022年（令和4年）、同志社大学商学部教授、厚生労働省調査事業に係る外部評価委員、日本経営学会国際委員。同年、日本移植学会岩城賞受賞。2023年（令和5年）、京都大学大学院医学研究科客員研究員。同年、日本NPO学会優秀賞受賞。
2015年4月より、ソーシャルマーケティングの理論と実践を学べる研究室を構築し、2021年4月、ソーシャルマーケティング研究のアジア・日本拠点として、「同志社大学ソーシャルマーケティング研究センター」を創設。
また、日本で唯一の「シニア・ソーシャルマーケッター」認証保持者として、自治体・企業などにおいて、政策立案、社会課題解決のための施策立案のトレーニングを実施。また、SDGs達成、新規事業創出、インテグリティマネジメントなど企業内の行動変容に関するコンサルティングも多数行い、営利・非営利問わず、あらゆる課題解決への寄与している。

## 著作

### 単著
- 瓜生原葉子著『医療の組織イノベーション――プロフェッショナリズムが移植医療を動かす』中央経済社、2012年。ISBN 978-4-502-69220-8
- 瓜生原葉子著『行動科学でより良い社会をつくる――ソーシャルマーケティングによる社会課題の解決』文眞堂、2021年。ISBN 978-4-8309-5101-5

### 共著
- 上林憲雄ほか著『人的資源管理』 中央経済社 2016年。ISBN 978-4-5021-6961-8
- 上林憲雄ほか著『経営組織入門』文眞堂、2020年。ISBN 978-4-8309-5069-8
- 坂本治也ほか著『日本の寄付を科学する――利他のアカデミア』、2023年。ISBN 978-4-7503-5664-8